# Dewy Rose
Dewy Rose – jednostka osadnicza w Stanach Zjednoczonych, w stanie Georgia, w hrabstwie Elbert.